# Julia Hauke
 (avril 2019).
Si vous disposez d'ouvrages ou d'articles de référence ou si vous connaissez des sites web de qualité traitant du thème abordé ici, merci de compléter l'article en donnant les références utiles à sa vérifiabilité et en les liant à la section « Notes et références ».
Pour les articles homonymes, voir Hauke.
Julie Thérèse Salomé Hauke, née le 24 novembre 1825 à Varsovie et morte le 19 septembre 1895 au château de Heiligenberg, est une aristocrate polonaise d'origine allemande, qui, à la suite de son mariage avec le prince de Hesse-Darmstadt, a reçu le titre de princesse de Battenberg et la qualification de « Son Altesse Sérénissime ».
Elle est à l'origine de la maison de Battenberg, dont les membres britanniques ont adopté le nom de Mountbatten.

## Origines familiales

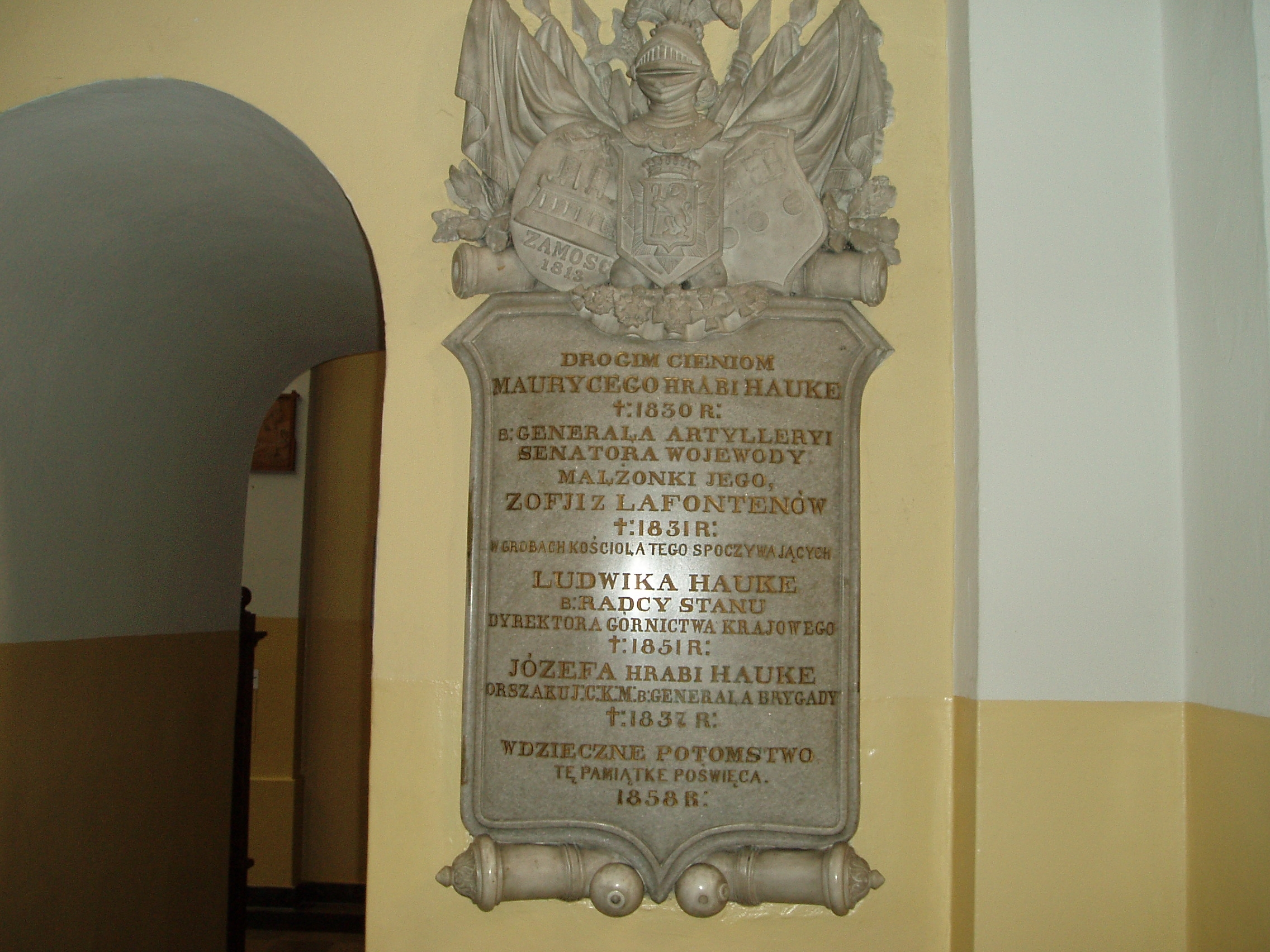
Inscription funéraire de la crypte des Capucins de Varsovie : Maurycy et Sophie Hauke (parents de Julia), Ludwik et Jozef Hauke (ses oncles).

Elle est la fille du comte Maurycy Hauke (1775-1830), général polonais d'origine allemande, fils du professeur Frédéric Hauke et de Marie Salomé Schweppenhäuser, fille d'un pasteur du Palatinat. Maurycy Hauke est général de division du duché de Varsovie (1807-1815), puis du royaume de Pologne sous tutelle russe. En 1829, le général Hauke est élevé au rang de comte et nommé vice-ministre de la Guerre du royaume de Pologne en 1830. Il est tué par les insurgés le premier jour de l'insurrection de novembre 1830 contre le tsar et roi de Pologne Nicolas Ier.
La mère de Julie, Sophie Lafontaine (1790-1831), était la fille de Franz Leopold Lafontaine (1756-1812), médecin-chef de l'armée du duché de Varsovie, mort pendant la campagne de Russie.

## Mariage et descendance

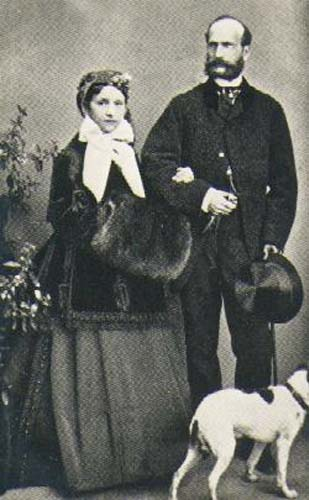
Julie Hauke et Alexandre de Hesse (photographie de date inconnue).

Après la mort de son père, elle devient la pupille du tsar Nicolas Ier. Dame de compagnie de la princesse Marie de Hesse-Darmstadt, épouse du tsarévitch et futur tsar Alexandre II, elle épouse en 1851 Alexandre de Hesse, fils cadet du grand-duc Louis II de Hesse, qui renonce pour elle à ses titres et à ses droits au trône de Hesse. 
Afin de pouvoir épouser un prince de sang royal, elle est faite comtesse, puis princesse de Battenberg.
De cette union sont nés :
- Marie de Battenberg (1852-1923), qui épouse en 1871 Gustave d'Erbach-Schönberg (1840-1908) ;
- Louis de Battenberg (1854-1921), prince de Battenberg, qui épouse en 1884 Victoria de Hesse-Darmstadt (il est le père de Lord Mountbatten, dernier vice-roi des Indes) ;
- Alexandre de Battenberg (1857-1893), prince régnant de Bulgarie (1878-1886), qui épouse en 1889 Jeanne Loisinger (1865-1951) ;
- Henri de Battenberg (1858-1896), qui épouse en 1885 Béatrice du Royaume-Uni (1857-1944) ;
- François-Joseph de Battenberg (1861-1924), qui épouse en 1897 Anne de Monténégro (1874-1971), fille de Nicolas Ier de Monténégro.

## Distinctions
- 10 octobre 1864 : dame grand-croix de l'ordre de Sainte-Catherine
- 1er janvier 1883 : dame de l'ordre du Lion d'or
- Dame de l'ordre de Thérèse